# Liste der Biografien/Koca
Liste der Biografien |
Portal Biografien |
Personensuche
# |
A |
B |
C |
D |
E |
F |
G |
H |
I |
J |
K |
L |
M |
N |
O |
P |
Q |
R |
S |
T |
U |
V |
W |
X |
Y |
Z |
?
 
Ka |
Kb |
Kc |
Kd |
Ke |
Kf |
Kg |
Kh |
Ki |
Kj |
Kl |
Km |
Kn |
Ko |
Kp |
Kr |
Ks |
Kt |
Ku |
Kv |
Kw |
Ky |
Kx |
Kz
 
Koa |
Kob |
Koc |
Kod |
Koe |
Kof |
Kog |
Koh |
Koi |
Koj |
Kok |
Kol |
Kom |
Kon |
Koo |
Kop |
Kor |
Kos |
Kot |
Kou |
Kov |
Kow |
Kox |
Koy |
Koz
 
Koca |
Kocb |
Koce |
Koch |
Koci |
Kocj |
Kock |
Kocm |
Kocn |
Koco |
Kocs |
Koct |
Kocu |
Kocv |
Kocy |
Kocz
Die Liste der Biografien führt alle Personen auf, die in der deutschsprachigen Wikipedia einen Artikel haben. Dieses ist eine Teilliste mit 51 Einträgen von Personen, deren Namen mit den Buchstaben „Koca“ beginnt.

## Koca
- Koca Davud Pascha († 1498), osmanischer Staatsmann und Großwesir
- Koca Musa Pascha († 1647), osmanischer Staatsmann und Kapudan Pascha der osmanischen Marine
- Koca Ragıp Pascha (1698–1763), osmanischer Staatsmann
- Koca Sinan Pascha (1512–1596), osmanischer Feldherr und PolitikerKoca Sinan Pascha (1512–1596)

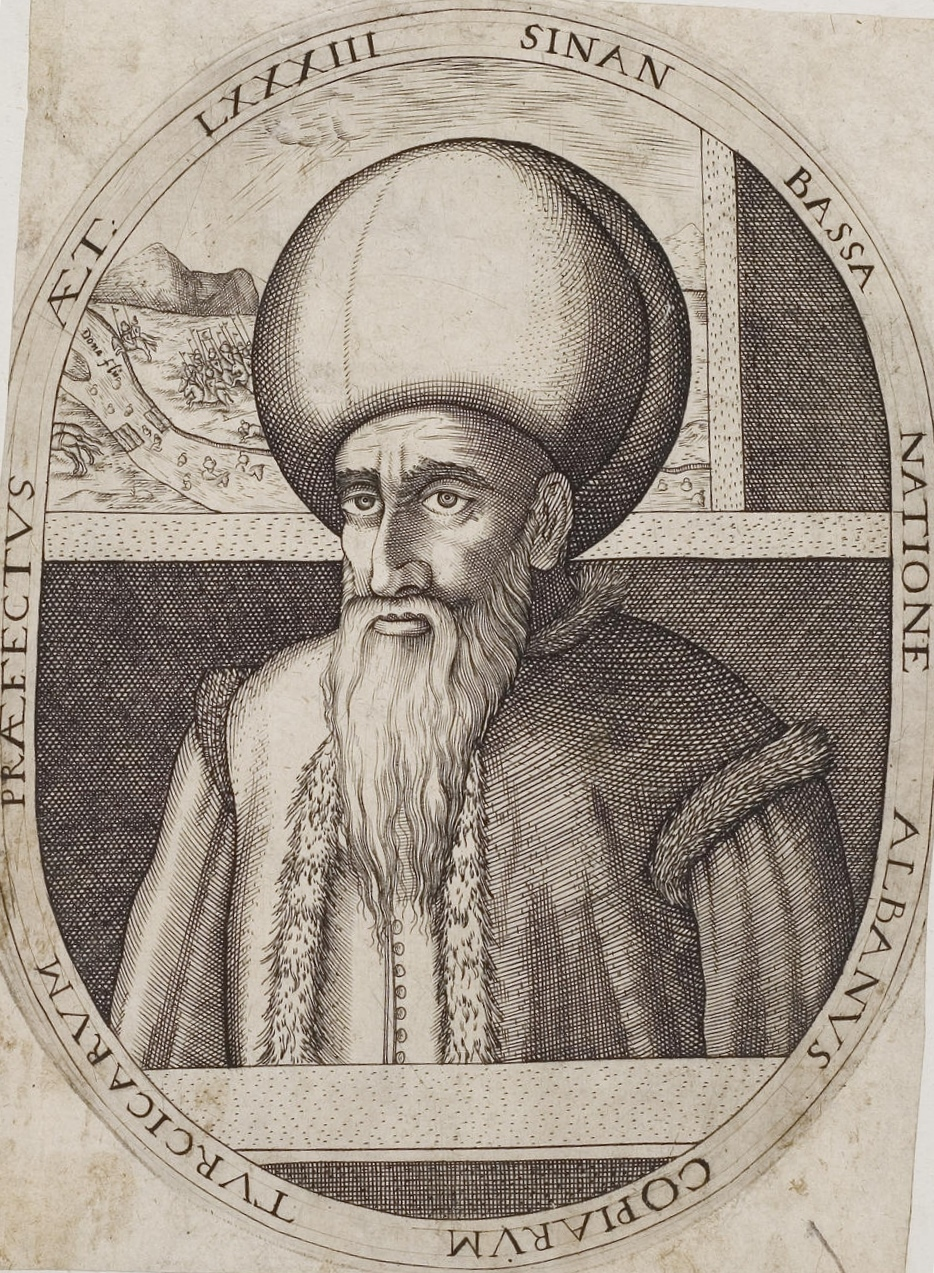
Koca Sinan Pascha (1512–1596)

- Koca Yusuf Pascha (1730–1800), osmanischer Heerführer und Politiker
- Koca, Atilla (* 1980), türkischer Fußballspieler
- Koca, Emre (* 1993), türkischer Fußballspieler
- Koca, Fahrettin (* 1965), türkischer Mediziner und parteiloser Politiker
- Koca, Faruk (* 1964), türkischer Politiker, Unternehmer und Sportfunktionär
- Koca, Gülcan (* 1990), türkische Fußballspielerin

### Kocaa
- Kocaağa, Ebru (* 1982), türkische Schauspielerin
- Kocaağa, Muhlis (* 1971), deutscher Politiker (Die Linke), MdBB

### Kocab
- Kocáb, Michael (* 1954), tschechischer Politiker und Musiker
- Kocabal, Oğuz (* 1989), türkischer Fußballspieler
- Kocabaş, Bertul (* 1992), deutsch-türkischer Fußballspieler
- Kocabaş, Fazlı (* 1990), belgisch-türkischer Fußballspieler
- Kocabaş, Ufuk (* 1968), türkischer Unterwasserarchäologe
- Kocabey, Bülent (* 1984), türkischer Fußballspieler
- Kocabey, Mustafa (* 1974), türkischer Fußballspieler
- Kocabıçak, Cüneyt (* 1978), türkischer Fußballspieler
- Kocabıyık, Arif (* 1958), türkischer Fußballspieler

### Kocad
- Kocademir, Refik Koray (* 1998), türkischer Fußballspieler

### Kocag
- Kocagüney, Vehbi (1881–1950), türkischer Generalmajor, Politiker und Sachbuchautor

### Kocaj
- Kocaj, Janusz (* 1987), deutscher Filmschauspieler

### Kocak
- Koçak, Abdülkadir (* 1981), türkischer Boxer
- Koçak, Adem (* 1983), türkischer Fußballspieler
- Koçak, Asaf (1958–1993), alevitischer Karikaturist
- Koçak, Celaleddin (* 1977), deutscher Fußballspieler
- Koçak, Dilek (* 2005), türkische Leichtathletin
- Koçak, Eşref (* 1990), türkischer Fußballspieler
- Koçak, Ferat (* 1979), deutscher Politiker (Die Linke), MdAFerat Koçak (* 1979)

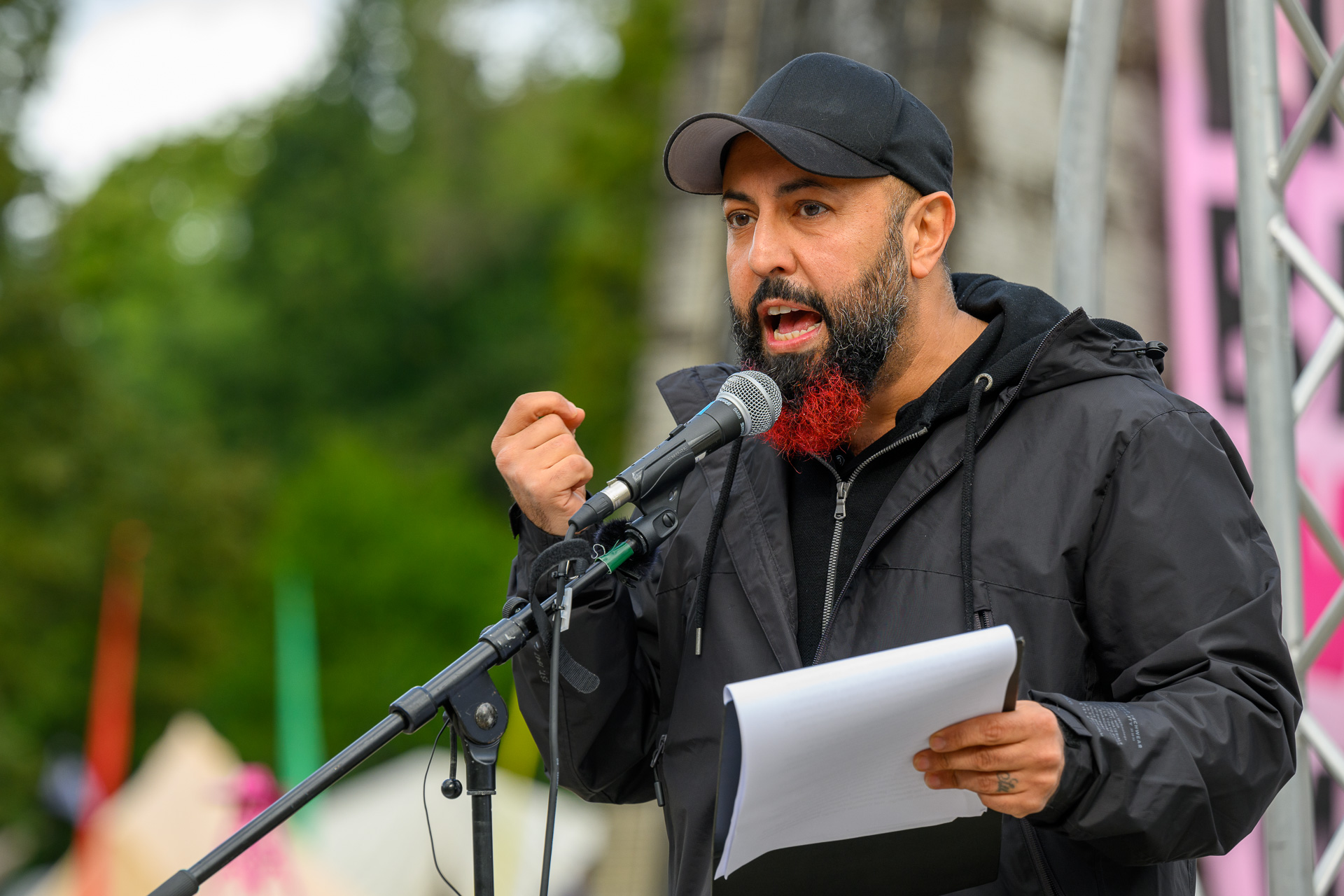
Ferat Koçak (* 1979)

- Koçak, Kenan (* 1981), türkisch-deutscher Fußballspieler und Fußballtrainer
- Kocak, Matej (1882–1918), Soldat des USMC, zweifacher Träger der Medal of Honor
- Koçak, Rıdvan (* 1988), türkischer Fußballspieler
- Koçak, Yiğit (* 1995), türkischer Schauspieler
- Koçak, Zeynep (* 1983), türkische Regisseurin, Schauspielerin und Drehbuchautorin
- Kocakaya, Servet (* 1973), türkisch-kurdischer Sänger
- Koçaklı, Alpay (* 1998), türkischer Fußballspieler

### Kocal
- Koçal, Erdem (* 1990), türkischer Fußballspieler
- Koçal, Yıldıray (* 1990), türkischer Fußballspieler
- Koçali, Filiz (* 1958), türkische Politikerin, Generalsekretärin der Sosyalist Demokrasi Partisi (SDP), Feministin und Journalistin
- Koçaloğlu, Volkan (* 1979), türkischer Fußballspieler

### Kocam
- Kocaman, Arif (* 2003), türkischer Fußballspieler
- Kocaman, Aykut (* 1965), türkischer FußballspielerAykut Kocaman (* 1965)

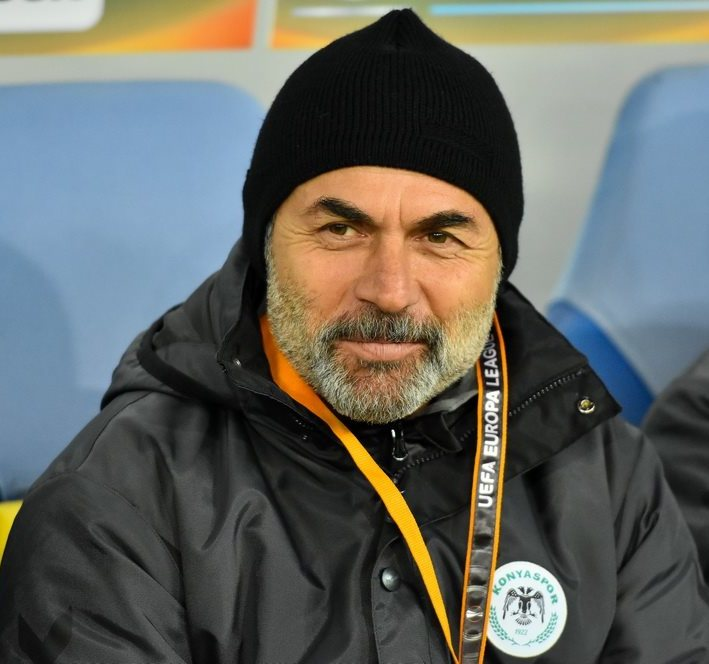
Aykut Kocaman (* 1965)

### Kocao
- Kocaoğlu, Aziz (* 1948), türkischer Bürgermeister Izmirs
- Kocaoğlu, Fırat (* 1988), türkischer Fußballspieler

### Kocap
- Kočapar, dioklitischer König

### Kocar
- Kočar, Karmen (* 1982), slowenische Volleyball-Nationalspielerin
- Kočárník, Ivan (* 1944), tschechischer Politiker, Mitglied des Abgeordnetenhauses

### Kocas
- Koçaslan, Hakan Vural (* 1986), türkischer Fußballspieler

### Kocat
- Kocatepe, Yasin (* 1991), deutsch-türkischer Fußballspieler